# 竹下儀造
竹下 儀造（たけした ぎぞう、1877年〈明治10年〉10月 - 没年不明）は、日本の醸造家、政治家、島根県多額納税者。政治家竹下登（元首相）は孫。漫画家影木栄貴、ミュージシャンDAIGOなどは玄孫にあたる。

## 経歴
島根県飯石郡掛合村（現・雲南市掛合町）出身。竹下荘太郎の三男。のちに先代竹下儀造の養子となり1905年、家督を相続した。工業を営み、島根県多額納税者に列する。掛合村農会会長、村会議員を務めた。

## 人物
貴族院多額納税者議員選挙の互選資格を有した。住所は島根県飯石郡掛合村（現・雲南市掛合町）。

## 家族・親族
竹下家
初代彦右衛門は元禄年間（1688年 - 1704年）に飯石郡東須佐村字宮内（のち飯石郡須佐村、簸川郡佐田町、現・出雲市佐田町須佐）より来た。庄屋を勤め傍ら紺屋を始めた。吉田村田部家より酒の取次をなし、販売した。6代目理八が、日本酒の醸造業を始めた。9代目儀造は酒造を本業とした。屋号は「宮中屋」と称した。
- 実父・荘太郎（島根県人）[1]
- 養父・儀造[1]
- 妻・テナ（1879年 - ?、島根、永田憲蔵の二女）[1]
- 三女・唯子[1]（1903年 - ?、養子勇造の妻）
- 養子・勇造[1]（1900年 - 1984年、島根、武永貞一の弟[1]、竹下酒造代表取締役、島根県議会議員、掛合村長）
- 孫・登[1]（1924年 - 2000年）

親戚
- 武永貞一（武永明文舎印刷工場経営主）